# Karnátaka

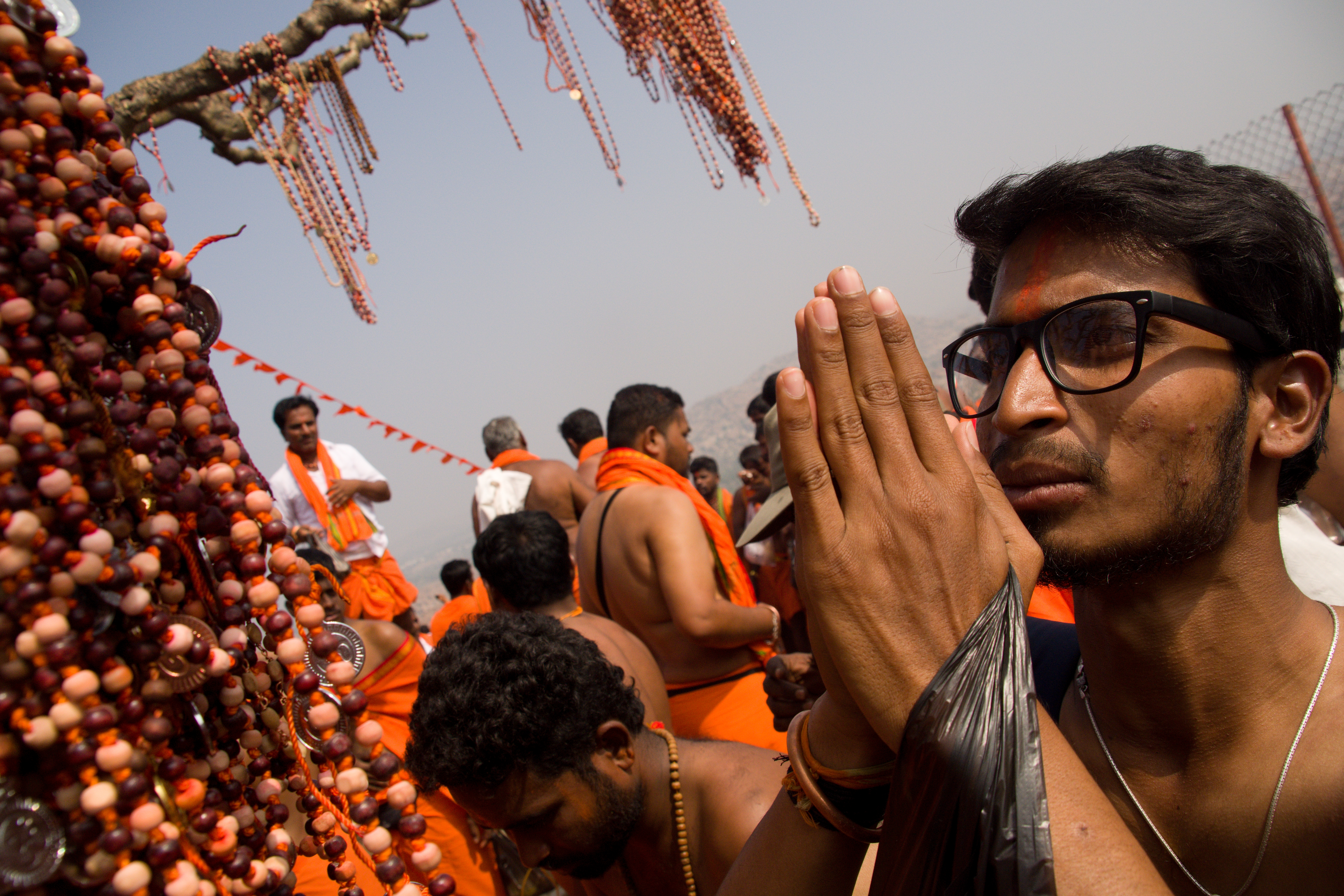
Poutníci putující k údajnému rodnému místu boha Hanumana v Hampi (Indie, stát Karnataka)

Karnátaka (kannadsky ಕರ್ನಾಟಕ, Karnátaka, anglicky Karnataka) je svazový stát v jihozápadní Indii. Na severozápadě sousedí s Goou, na severu s Maháráštrou, na východě s Ándhrapradéšem, na jihovýchodě s Tamilnádu a na jihozápadě s Kéralou. Na západě omývají karnátacké břehy vody Arabského moře. Zahrnuje území jedinečné pobřežní oblasti Kónkan, dále části Západního Ghátu a Dekánské plošiny.
Stát Karnátaka vznikl v letech 1956–1960 z částí bývalých států Maisúr, Hajdarábád a Mumbaí; hlavním městem je Bengalúr. Nové státní hranice při reorganizaci indických států v 50. letech byly navrhovány na základě jazykových hledisek a i když Karnátaka je jazykově roztříštěnější než některé okolní státy, přece jen tu převažuje drávidská kannadština.

## Správní členění
Karnátaka se dělí na 29 okresů (kannadsky ಜಿಲ್ಲೆ džille, pl. ಜಿಲ್ಲೆಗಳು džillegalu anglicky district, pl. districts).
- ಉತ್ತರ ಕನ್ನಡ / Uttara Kannada (Severní Kannada) / Uttara Kannada
- ಉಡುಪಿ / Udupi / Udupi
- ಕೊಡಗು / Kodagu / Kodagu
- ಕೊಪ್ಪಳ / Koppala / Koppal
- ಕೋಲಾರ / Kólára / Kolar
- ಗದಗ್ / Gadag / Gadag
- ಗುಲ್ಬರ್ಗ / Gulbarga / Gulbarga
- ಚಾಮರಾಜನಗರ / Čámarádžanagara / Chamarajanagar
- ಚಿಕ್ಕಬಳ್ಳಾಪುರ್ / Čikkaballápur / Chikkaballapur
- ಚಿಕ್ಕಮಗಳೂರು / Čikkamagalúru / Chikkamagaluru
- ಚಿತ್ರದುರ್ಗ / Čitradurga / Chitradurga
- ತುಮಕೂರು / Tumakúru / Tumkur
- ದಕ್ಷಿಣ ಕನ್ನಡ / Dakšina Kannada (Jižní Kannada) / Dakshina Kannada
- ದಾವಣಗೆರೆ / Dávanagere / Davanagere
- ಧಾರವಾಡ / Dháraváda / Dharwad
- ಬಳ್ಳಾರಿ / Ballári / Bellary
- ಬಾಗಲಕೋಟೆ / Bágalakóte / Bagalkote
- ಬಿಜಾಪುರ / Bidžápura / Bijapur
- ಬೀದರ್ / Bídar / Bidar
- ಬೆಂಗಳೂರು / Bengalúr / Bengaluru
- ಬೆಂಗಳೂರು ಗ್ರಾಮೀಣ / Bengalúru grámína / Bengaluru Rural
- ಬೆಳಗಾವಿ / Belagávi / Belgaum
- ಮಂಡ್ಯ / Mandja / Mandya
- ಮೈಸೂರು / Majsúru / Mysore
- ರಾಮನಗರ / Rámanagara / Ramanagara
- ರಾಯಚೂರು / Rájačúru / Raichur
- ಶಿವಮೊಗ್ಗ / Šivamogga / Shivamogga
- ಹಾವೇರಿ / Hávéri / Haveri
- ಹಾಸನ / Hásana / Hassan

## Náboženské poměry
Stát je většinově hinduistický s muslimskou menšinou. Roku 2022 se tento svazový stát dostal do pozornosti médií kvůli zákazu nošení hidžábu ve školách a na veřejných místech.